# 인터넷 검열

2023년 세계 인터넷 검열 현황.

2018년 세계 인터넷 검열 현황.
만연한 검열
상당한 검열
선택적 검열
변화되는 상황
검열 거의 없음
평가 안됨/자료 부족

인터넷 검열(-檢閱, 영어: Internet censorship)은 인터넷을 통해서 접근하는 정보를 제한하는 행위를 말한다. 인터넷 검열은 국가, 기업 또는 사적 조직 등에 의해 시행될 수 있으며, 자기 검열의 형태를 보이기도 한다.
인터넷 검열의 목적은 다양하다. 예를 들어 일부 국가는 체제나 공공의 안전을 위협할 만한 정보를 차단하기 위해 인터넷 검열을 시행한다.

## 나라별 사례

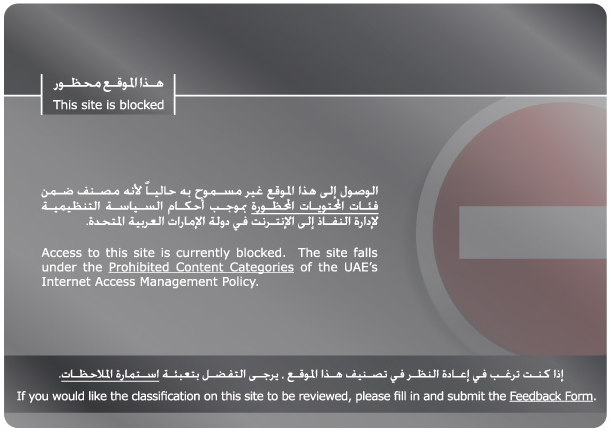
사우디아라비아, 북한, 쿠바, 이란, 베네수엘라, 중화인민공화국과 같은 일부 국가의 정부에서는 기준에 반하는 것으로 간주되는 이념적, 정치적 및 종교적 이유로 해당 국가의 사람들이 특정 인터넷 콘텐츠를 보는 것을 제한한다.

### 대한민국
우리 사회는 방송통신심의위원회가 2000년대에 들어서면서 인터넷 서비스 제공자와 협력하여 불법 정보를 담고 있는 사이트를 차단하기 시작하였다. 이는 외국에 거처를 둔 불법 사이트의 경우는 대한민국의 인터넷 이용자를 목표로 사이트를 만들었다고 해도 외국의 법을 적용받는 까닭에 처벌하기 힘들다는 명목 하에서다.
2012년 3월 12일 국경 없는 기자회에서 발표한 《2012년 인터넷의 적국》 발표에서 우리는 2008년 이후 〈인터넷 감시국〉으로 선정되었다. 보고서에서는 온라인 게시물 삭제, 국가보안법을 적용하여 트위터 사용자를 구속한 사례, 트위터를 이용한 선거운동에 대한 규제, 나경원 전 의원에 대한 허위사실을 유포했다는 혐의로 법정소송에 휘말린 언론인 김어준의 사례 등이 근거로 제시되었다. 2010년에도 국경 없는 기자회는 대한민국과 오스트레일리아, 프랑스를 인터넷 검열을 한 유일한 민주주의 국가라고 발표하였다.
최근 보고된 국경없는 기자회에 따르면 문재인 정부로 들어서면서 한국의 세계언론자유지수가 회복되고 있으나, 구조적인 문제는 아직도 있다고 지적했다. 그들에 따르면 북한과 관련된 경우 국가 안보 차원에서 민감한 정보의 유포에 대해 극히 엄중한 처벌을 가하는 법률도 폐지해야 한다고 설명했다.
이외에 인터내셔널 헤럴드 트리뷴, CNN, 뉴욕 타임스 등의 언론사들이 대한민국의 인터넷 검열을 거론하였다.
불법 사이트에 대한 각 담당기관은 다음과 같다.
- 안보위해행위 - 경찰청
- 도박 - 경찰청
- 음란 - 방송통신심의위원회 통신심의국
- 불법 식품판매 - 식품의약품안전처 식품관리과
- 불법 건강식품 판매, 식품과대 광고 - 식품의약품안전처 건강기능식품정책과
- 불법 의약품 판매 - 식품의약품안전처 의약품관리과
- 불법 화장품 판매 - 식품의약품안전처 화장품정책과
- 불법 의료기기 판매 - 식품의약품안전처 의료기기관리과
- 불법 마약류 제조 및 판매 - 식품의약품안전처 마약정책과
- 불법 체육진흥투표권 판매 - 사행산업통합감독위원회, 국민체육진흥공단
- 불법 승자투표권 구매대행 - 국민체육진흥공단 경륜/경정운영본부
- 불법 마권 구매대행 - 한국마사회
- 상표권 - 한국지식재산보호원
- 저작권 - 한국저작권보호원 해외보호팀

2019년 2월, 문재인 정부에서 '불건전한 내용'과 저작권 침해를 원천 봉쇄하겠다는 명목으로 HTTPS를 통한 해외 사이트 접속을 막는 인터넷 검열 방안을 발표 및 실시하자 더 큰 논란이 발생하였는데, 이 방식은 암호화의 인증 과정에서 주고받게 되는 SNI 패킷을 보고 웹사이트 접속을 차단하는 방식이다. 본래 방송통신심의위원회에서는 해당 위원회에서 지정한 '유해 사이트'에 국민들이 접속하지 못하도록 URL 접근을 특수한 사이트로 강제 우회시키고 있었는데, HTTPS를 통한 접속이 많아지면서 실용성이 없어지자 이같은 방안을 따르도록 국내 통신사들에 명령하였다.

## 보고서 및 순위
국경 없는 기자회는 2006년에 ‘인터넷의 적’으로 13개 국가를 선정하였으며 2011년에는 ‘인터넷의 적’ 10개 국가 및 '감시 국가' 16개 국가를 선정하였다.
2011년: 인터넷의 적 (10개)
| - 미얀마 - 중화인민공화국 - 쿠바 - 이란 - 조선민주주의인민공화국 | - 사우디아라비아 - 시리아 - 투르크메니스탄 - 우즈베키스탄 - 베트남 |

2011년: 감시 국가 (16개)
| - 오스트레일리아 - 바레인 - 벨라루스 - 이집트 - 에리트레아 - 프랑스 - 리비아 - 말레이시아 | - 대한민국 - 러시아 - 스리랑카 - 태국 - 튀니지 - 튀르키예 - 아랍에미리트 - 베네수엘라 |

## 같이 보기
- 구글에 의한 검열
- 언론자유지수
- 대한민국의 검열
- 중국 대륙의 위키미디어 접속 차단
- 콘텐츠 통제 소프트웨어
- 검열
- https 차단 논란
- 스컨소프 문제